# Apheliona zhangi
Apheliona zhangi är en insektsart som beskrevs av Irena Dworakowska 1994. Apheliona zhangi ingår i släktet Apheliona och familjen dvärgstritar. Inga underarter finns listade i Catalogue of Life.